# 皆見昭
皆見昭（みなみ あきら、1931年 - ）は、英文学者。

## 経歴
1957年京都大学大学院英米文学修士課程修了。長崎大学学芸学部講師、京都教育大学助教授、1970年岡山大学助教授、甲南大学教授、1984年関西外国語大学教授、1989年京都ノートルダム女子大学教授、2002年定年。2015年春の叙勲で瑞宝中綬章受章。

## 著書
- 『詩人の素顔 シルヴィア・プラスとテッド・ヒューズ』研究社出版、1987
- 『英詩の歴史』昭和堂、1989

## 共編
- 『シルヴィア・プラスの世界』渥美育子共編　南雲堂、1982

## 翻訳
- 『シルヴィア・プラス詩集』鷹書房、1976
- テッド・ヒューズ『クロウ 鳥の生活と歌から』英潮社事業出版、1978
- 『ジョニー・パニックと夢の聖書 シルヴィア・プラス短編集』小塩トシ子共訳　弓書房、1980
- ポール・ツヴァィク『性と死の記憶』晶文社、1990
- 『シルヴィア・プラス詩集』吉原幸子共訳　思潮社、1995

## 参考
- 「シルヴィア・プラス詩集」訳者紹介